# Kaštela
Kaštela (pronunciació [kǎʃtɛla]) és una ciutat de Croàcia, al comtat de Split-Dalmàcia. Està composta per set petites viles, Kaštel Štafilić, Kaštel Sućurac, Kaštel Stari, Kaštel Novi, Kaštel Lukšić, Kaštel Kambelovac i Kaštel Gomilica. Es troba al nord-oest de Split, a l'oest de Solin i a l'est de Trogir, a la zona central de la costa de Dalmàcia.